# Magyar Szocialista Párt
Magyar Szocialista Párt (Det ungarske socialistparti, MSZP) er et socialdemokratisk parti i Ungarn. Partiet er stiftet i 1989 og efterfulgte det kommunistiske MSzMp, der styrede Ungarn frem til 1989. MSZP har flere gange haft regeringsmagten i landet eller delt den med andre partier. 
Partiet må ikke forveksles med Magyar Kommunista Munkáspárt, som også anses som en efterfølger af MSzMp, men som er et mindre kommunistparti.
MSZP er medlem af De Europæiske Socialdemokrater.